# جان انکرمان
جان انکرمان (انگلیسی: Jan Ankerman; ۲ مارس ۱۹۰۶ – ۲۷ دسامبر ۱۹۴۲) بازیکن هاکی روی چمن اهل پادشاهی هلند بود.